# قلعه کلاته مطهری
قلعه کلاته مطهری مربوط به عصر آهن تا است و در شهرستان شاهرود، بخش بیارجمند، دهستان خوارتوران، ۹۰۰ متری غرب کلاته مطهری واقع شده و این اثر در تاریخ ۳ خرداد ۱۳۸۶ با شمارهٔ ثبت ۱۹۱۷۹ به‌عنوان یکی از آثار ملی ایران به ثبت رسیده است.